# ふしぎのたまご
『ふしぎのたまご』は、1996年4月9日から2002年3月12日までNHK教育テレビジョンで放送されていた小学校3年生向けの学校放送（教科：理科）である。

## 放送時間
| 期間                         | 放送時間            |
| ---------------------------- | ------------------- |
| 1996年4月9日 - 2002年3月12日 | 火曜日 9:45 - 10:00 |

別の時間帯での再放送あり。

## キャスト

### 1996年度 - 1998年度
はかせ
演 - 鳥塚しげき
「ふしぎ研究所」の所長。
ゆみ
演 - 小沼由美
「ふしぎ研究所」の助手のおねえさん。
ドナドン
声 - 東さおり

### 1999年度 - 2001年度
カン
演 - 山口幹
リカーナ
声 - 東さおり
ミスター・スネーク
声 - 辻村真人

## 放送リスト

### 1996年度
| 回 | タイトル           | 初回放送日     |
| -- | ------------------ | -------------- |
| 1  | 春がいっぱい       | 1996年04月09日 |
| 2  | いろいろな土       | 1996年04月23日 |
| 3  | 花がさいた         | 1996年05月14日 |
| 4  | 水辺の自然（1）    | 1996年05月28日 |
| 5  | アオムシのへんしん | 1996年06月11日 |
| 6  | 空気がちぢむ       | 1996年06月25日 |
| 7  | 空気と水くらべ     | 1996年07月09日 |
| 8  | 水辺の自然（2）    | 1996年08月27日 |
| 9  | 虫の身体けんさ     | 1996年09月17日 |
| 10 | 日なたと日かげ     | 1996年10月01日 |
| 11 | 虫の一生           | 1996年10月15日 |
| 12 | たねがいっぱい     | 1996年10月29日 |
| 13 | 球根をうえよう     | 1996年11月12日 |
| 14 | 光とあそぼう       | 1996年11月26日 |
| 15 | 音とあそぼう       | 1996年12月10日 |
| 16 | 水辺の自然（3）    | 1997年01月07日 |
| 17 | からだのふしぎ     | 1997年01月21日 |
| 18 | みる、きく         | 1997年02月04日 |
| 19 | あかりをつけよう   | 1997年02月18日 |
| 20 | からだのふしぎ     | 1997年03月04日 |

### 1997年度
| 回 | タイトル                        | 初回放送日     |
| -- | ------------------------------- | -------------- |
| 1  | 生き物大好き（1）〜春がいっぱい | 1997年04月08日 |
| 2  | 草花みつけた                    | 1997年05月13日 |
| 3  | さしきのふしぎ                  | 1997年05月27日 |
| 4  | 生き物大好き（2）〜水辺         | 1997年08月26日 |
| 5  | 虫がないている                  | 1997年09月16日 |
| 6  | 球根をうえよう                  | 1997年11月25日 |
| 7  | 生き物大好き〜冬のおとずれ      | 1998年01月06日 |
| 8  | じしゃくであそぼう              | 1998年03月03日 |

### 1998年度
| 回 | タイトル               | 放送日         |
| -- | ---------------------- | -------------- |
| 1  | 生き物大すき〜春       | 1998年04月7日  |
| 2  | 空気のちから           | 1998年06月23日 |
| 3  | 虫のからだ             | 1998年09月17日 |
| 4  | 光であそぼう           | 1998年10月27日 |
| 5  | 草花のいろいろなそだち | 1998年11月24日 |
| 6  | 生き物大すき〜冬       | 1999年01月05日 |

### 1999年度
| 回 | タイトル                        | 初回放送日     |
| -- | ------------------------------- | -------------- |
| 1  | 生き物大すき〜春                | 1999年04月06日 |
| 2  | 草花見つけた                    | 1999年04月20日 |
| 3  | いろいろな土                    | 1999年05月11日 |
| 4  | アオムシのへんしん（1）         | 1999年05月25日 |
| 5  | アオムシのへんしん（2）         | 1999年06月08日 |
| 6  | 空気と水                        | 1999年06月22日 |
| 7  | ふしぎチャレンジ〜夏休み        | 1999年07月06日 |
| 8  | 生き物大すき〜水辺              | 1999年08月24日 |
| 9  | 虫がないている                  | 1999年09月14日 |
| 10 | 虫のからだ                      | 1999年09月28日 |
| 11 | 日なたと日かげ                  | 1999年10月12日 |
| 12 | 光をあててみよう                | 1999年10月26日 |
| 13 | たねがいっぱい                  | 1999年11月09日 |
| 14 | 音を出してみよう                | 1999年11月25日 |
| 15 | ふしぎチャレンジ〜冬休み        | 1999年12月07日 |
| 16 | 生き物大すき〜冬                | 2000年01月11日 |
| 17 | わたしたちのからだ              | 2000年01月25日 |
| 18 | あかりをつけよう                | 2000年02月08日 |
| 19 | じしゃくのふしぎ                | 2000年02月22日 |
| 20 | ふしぎチャレンジ〜もうすぐ4年生 | 2000年03月07日 |

### 2000年度
| 回 | タイトル             | 初回放送日     |
| -- | -------------------- | -------------- |
| 1  | たねをまこう         | 2000年04月25日 |
| 2  | 草木のからだ         | 2000年05月16日 |
| 3  | 夏休み自由研究       | 2000年07月11日 |
| 4  | 虫の一生             | 2000年09月19日 |
| 5  | 太陽とかげ           | 2000年11月14日 |
| 6  | かがみと虫めがね     | 2000年11月28日 |
| 7  | 豆電球であそぼう     | 2001年02月06日 |
| 8  | じしゃくでものづくり | 2001年03月06日 |

### 2001年度
| 回 | タイトル   | 初回放送日     |
| -- | ---------- | -------------- |
| 1  | 虫のくらし | 2001年06月26日 |

## テーマ曲
- 1996年4月 - 1999年3月 : 松尾早人「あるじは小学6年生」
- 1999年4月 - 2002年3月